# At Heart
At Heart – trzeci album studyjny amerykańskiego zespołu metalcorowego Miss May I.

## Lista utworów
1. At Heart – 0:48
2. Hey Mister – 3:55
3. Opening Wounds – 4:13
4. Leech – 4:15
5. Second to No One – 3:58
6. Sirens Song – 3:53
7. Day by Day – 3:34
8. Bleeding Out – 2:59
9. Road of the Lost – 3:23
10. Found Our Way – 2:47
11. Gold to Rust – 3:25
12. Live This Life – 3:48
13. Ballad of a Broken Man – 3:40